# Embalse Cogotí
Embalse Cogotí är en reservoar i Chile.   Den ligger i regionen Región de Coquimbo, i den centrala delen av landet, 270 km norr om huvudstaden Santiago de Chile. Embalse Cogotí ligger 634 meter över havet. Arean är 3,3 kvadratkilometer. Den sträcker sig 5,6 kilometer i nord-sydlig riktning, och 3,0 kilometer i öst-västlig riktning.
Omgivningarna runt Embalse Cogotí är i huvudsak ett öppet busklandskap. Runt Embalse Cogotí är det mycket glesbefolkat, med 7 invånare per kvadratkilometer.